# Анджелини, Пьеро
Пьетрино (Пьеро) Анджелини (итал. Pietrino (Piero) Angelini; 12 июня 1918, Каррара, Тоскана — 5 февраля 2002, Баньо-а-Риполи, Тоскана) — итальянский футбольный судья. Участник летних Олимпийских игр 1960 года.

## Биография
Пьеро Анджелини родился 12 июня 1918 года в итальянской коммуне Каррара.
После окончания Второй мировой войны вошёл во Флорентийскую секцию Итальянской ассоциации судей. Первоначально работал на матчах любительских лиг в Тоскане, с 1951 году стал работал в межрегиональных турнирах. В 1956 году был переведён в Национальную комиссию судей.
Работал футбольным судьёй на матчах итальянской Серии Б, отработал 78 поединков.
27 мая 1956 года дебютировал в Серии А в качестве главного судьи матча «Новара» — «Аврора Про Патрия» (2:1).
В 1960 году судил матчи футбольного турнира летних Олимпийских игр в Риме. В качестве ассистента главного арбитра работал на поединках Болгария — Турция (3:0), Югославия — Турция (4:0) и Турция — ОАР (3:3).
26 апреля 1964 года отсудил последний матч в Серии А между «Миланом» и «Сампдорией» (0:1). Всего провёл на этом уровне 66 матчей.
Умер 5 февраля 2002 года в итальянской коммуне Баньо-а-Риполи.